# Джованні Ла Віа
Джованні Ла Віа (італ. Giovanni La Via; нар. 28 червня 1963, Катанія, Сицилія) — італійський викладач університету і політик.
У 1985 році він закінчив факультет сільськогосподарських наук Університету Катанії. Потім він навчався в Університеті Сарагоси. Він керував родинною фермою, а також працював у науковій галузі. У 1992 році він став професором академічної економіки та аграрної політики в Університеті Мессіни, а у 1999 році обійняв цю ж посаду в Університеті Катанії. Він працював у Сенаті університету, а у 2002–2005 роках керував відділом економіки сільського господарства на факультеті сільського господарства. Він входить до декількох галузевих наукових товариств. З липня 2006 по травень 2009 він очолював департамент сільського та лісового господарства регіону Сицилія.
У 2009 році він був обраний до Європейського парламенту від партії «Народ свободи». У 2013 році він приєднався до Нового правого центру.